# Mo Temsamani
 (avril 2020).
Mo Temsamani de  son vrai nom Mohamed Kuhi né le 30 juin 1988 à Eindhoven (Pays-Bas), est un chanteur néerlandais produisant de la musique amazighe. Accumulant plus de 100 millions de vues sur sa chaîne officielle, il est actuellement l'un des chanteurs amazighs les plus influents au Maghreb et en Europe.
En 2017, il sort un triple album comprenant plus de 40 titres.

## Biographie
Mohamed Kuhi naît à Eindhoven aux Pays-Bas de parents marocains originaires de Temsamane.

### Carrière musicale
Mo Temsamani commence sa carrière musicale en 2014. Il se fait connaitre au grand public en 2014 avec ses morceaux Abda3deg Zi Remrach et Mana Zina. Il se produit également dans des showcases en Belgique et en Allemagne. Une grande partie de ses fans sont d'origine marocaine.
En 2016, son extrait du  morceau ''Yallah Akidi'' est joué au début du morceau ''Lauw'' du rappeur Boef.
En avril 2018, il collabore avec le rappeur Kempi sur le titre ''Zine Zine'' avec Pierrii.

## Discographie

### Albums
- 2017 : Pourquoi
- 2017 : Live Album
- 2017 : Retro Album
- 2019 : Probrecita

## Singles
- 2014 : Adba3deg Zi Remrach
- 2015 : Yedjis N Tmath Inu
- 2015 : Yema Wiretroucha
- 2015 : One Two Three
- 2016 : Tadbath Tashamrasht feat. Hafid Nadori
- 2016 : Mani Tofa Rehja
- 2016 : Rai Inu feat. Hafid Nadori
- 2016 : Ijen Elhoub
- 2016 : Yallah Akidi
- 2016 : Dchar Inu
- 2017 : Yedjis N Dchar Inu
- 2017 : Kant Hasbak Bent Dar
- 2017 : Safi feat. Sheikh Tounsi
- 2017 : Mama
- 2017 : Mi Amor Ya Se Acabo
- 2017 : Dana Dayni
- 2017 : Chakam Ya Chakam
- 2017 : Thahrach Thahrach
- 2017 : Yana Yana feat. DJ Falcan
- 2017 : Zine El Kebdani
- 2018 : Yema Semhayi
- 2018 : Mana Zina feat. Laila Chakir
- 2018 : Je t'aime
- 2018 : Yema Semhayi
- 2018 : Zine Zine feat. Pierrii et Kempi
- 2018 : Yallah Morocco
- 2018 : Ya Mami feat. Chebba Lima et Lirical
- 2018 : Tagha Tmisi Degour
- 2018 : My Baby
- 2018 : Suicidé feat. Mourad Majjoud
- 2018 : Baghi Lehlal
- 2018 : Papicha feat. Fattah Amraoui
- 2018 : Hna Madabina
- 2019 : Paranoia feat. Fattah Amraoui
- 2019 : Maskina
- 2019 : Raja Rajayi feat. Sama Blake et Ziko
- 2019 : Wetchma Inu
- 2019 : Thazdagh
- 2019 : Dubai
- 2019 : Beslama feat. Ali072
- 2019 : Allez Maroc
- 2019 : Cuerpo Fino
- 2019 : Zine Idayes feat. Laila Chakir
- 2019 : Nador Temsamane Al Hoceima
- 2019 : Rwina
- 2019 : Abrid Dazira
- 2019 : Te Quiero
- 2019 : Mani feat. Milouda
- 2020 : Awid Adjoun Ni Izran
- 2020 : Mamino Guapa
- 2020 : Tell Me Why feat. Johan Nouri

## Collaborations
- 2016 : In De Avond de MO$HEB avec Mo Temsamani
- 2016 : Lauw de Boef avec Mo Temsamani
- 2017 : Wijzer Met De Tijd de Pierrii avec Mo Temsamani
- 2018 : Lila de Yassco avec Mo Temsamani, Ajay, Cheflano et MAX
- 2020 : Hayat Inou de Glades, Ali B et Mo Temsamani